# Cybaeus patritus
Cybaeus patritus är en spindelart som beskrevs av Bishop och Crosby 1926. Cybaeus patritus ingår i släktet Cybaeus och familjen vattenspindlar. Inga underarter finns listade i Catalogue of Life.